# 尤斯蒂纳斯·马辛柯维修斯
尤斯蒂纳斯·马辛柯维修斯（1930年3月10日—2011年2月16日），立陶宛著名的诗人、剧作家、翻译家，曾任立陶宛作家联盟秘书长、副主席。